# Hamgyeong

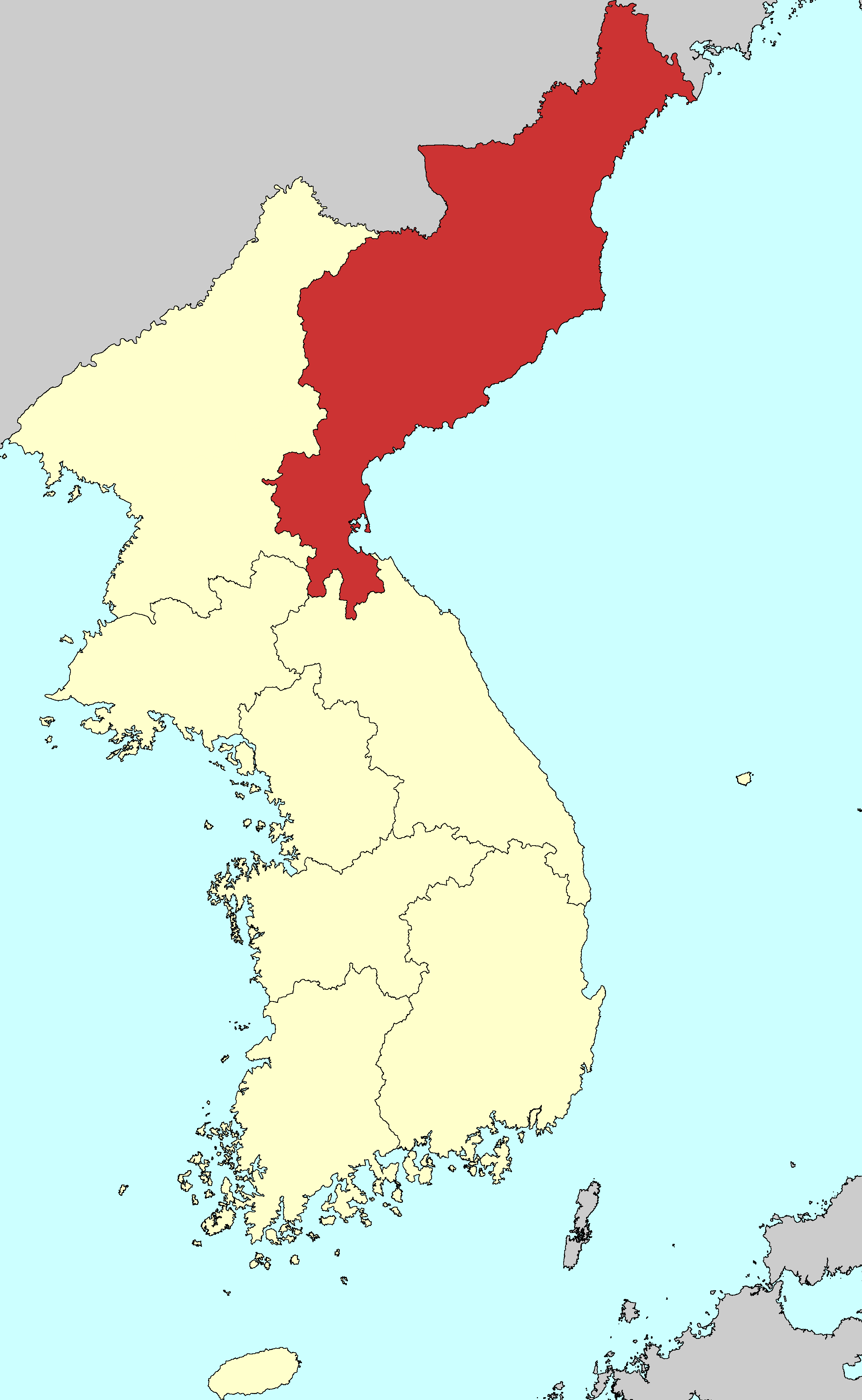
Hamgyeong

Hamgyeong, även stavat Hamgyŏng, var en av de åtta provinserna i Korea under Joseon-dynastin. Huvudstad var Hamhŭng. 1895 delades provinsen upp i norra Hamgyŏng och södra Hamgyŏng. 1954 bildades även provinsen Ryanggang ur territorier från södra Hamgyŏng.